# Arnold Lobel
Arnold Stark Lobel (Los Angeles, 22 de maig de 1933 – Nova York, 4 de desembre de 1987) fou un autor i il·lustrador de llibres infantils estatunidenc. A més d'escriure i il·lustrar els seus propis llibres, també il·lustrà molts llibres d'altres autors.

## Vida i obra
Lobel nasqué a Los Angeles però es crià a Schenectady, Nova York. Estudià al Pratt Institute de Nova York, una important escola de disseny. Allà conegué la que seria la seva dona Anita Kempler (Anita Lobel), també il·lustradora de llibres infantils, amb qui tingué dos fills.
Entre els nombrosos llibres que publicà Lobel (més de 100), els més coneguts són els de la sèrie de Frog and Toad (aquí coneguts com a Gripau i Gripou; Sapo i Sepo en castellà) i Mouse Soup (aquí traduït com a Sopa de ratolí). També és conegut el seu llibre Faules. Per aquest llibre fou guanyador de la prestigiosa Medalla Caldecott el 1981. La majoria dels seus llibres són protagonitzats per animals, sovint antropomorfitzats (per exemple, Gripau i Gripou duen sempre vestits).
Lobel va morir als 54 anys de les complicacions derivades de la SIDA.
La seva filla Adrianne va publicar a partir de 2009 un parell de llibres nous, amb els materials que havia deixat el seu pare. The Frogs and Toads All Sang (maig 2009) i Odd Owls and Stout Pigs (octubre 2009)

## Premis
A més de la Medalla Caldecott ja esmentada, fou finalista del mateix premi el 1971 i 1972 per Frog and Toad are friends i Hildilid's Night. El llibre Frog and Toad together fou Newbery Honor Book el 1973. El llibre Mouse Soup (1977) va guanyar el Garden State Children's Book Award de l'associació de biblioteques de New Jersey.